# Diphosphotransferase

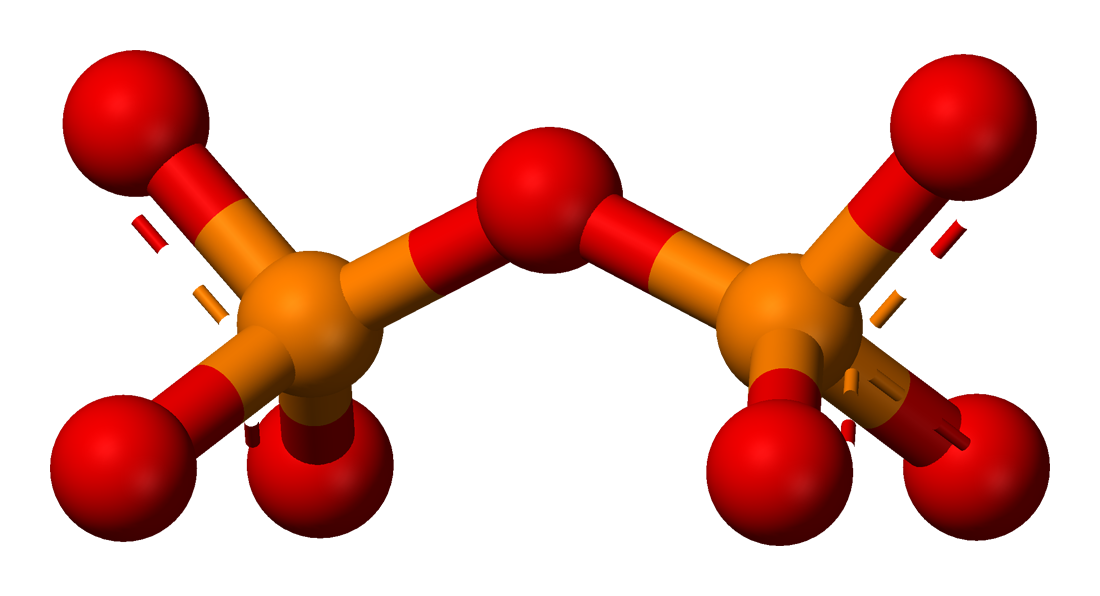
Mô hình bóng-và-thanh của anion pyrophosphate, P_{2}O_{7}^{4−}

Diphosphotransferase là những enzyme phosphotransferase hoạt động trên các nhóm pyrophosphate.
Nhóm enzyme này được phân loại theo số EC 2.7.6.